# 條紋水塔花
條紋水塔花（学名：Billbergia vittata）为凤梨科水塔花属下一個極具特色的物种，原產於巴西東部。

## 形態
葉片細長形成植株管狀的外型，與同為水塔花屬的其他物种的蓮座狀葉叢之樣貌完全不同，植株構造奇异，叶面的條紋、肌理和色彩组成也十分美观。

## 圖片

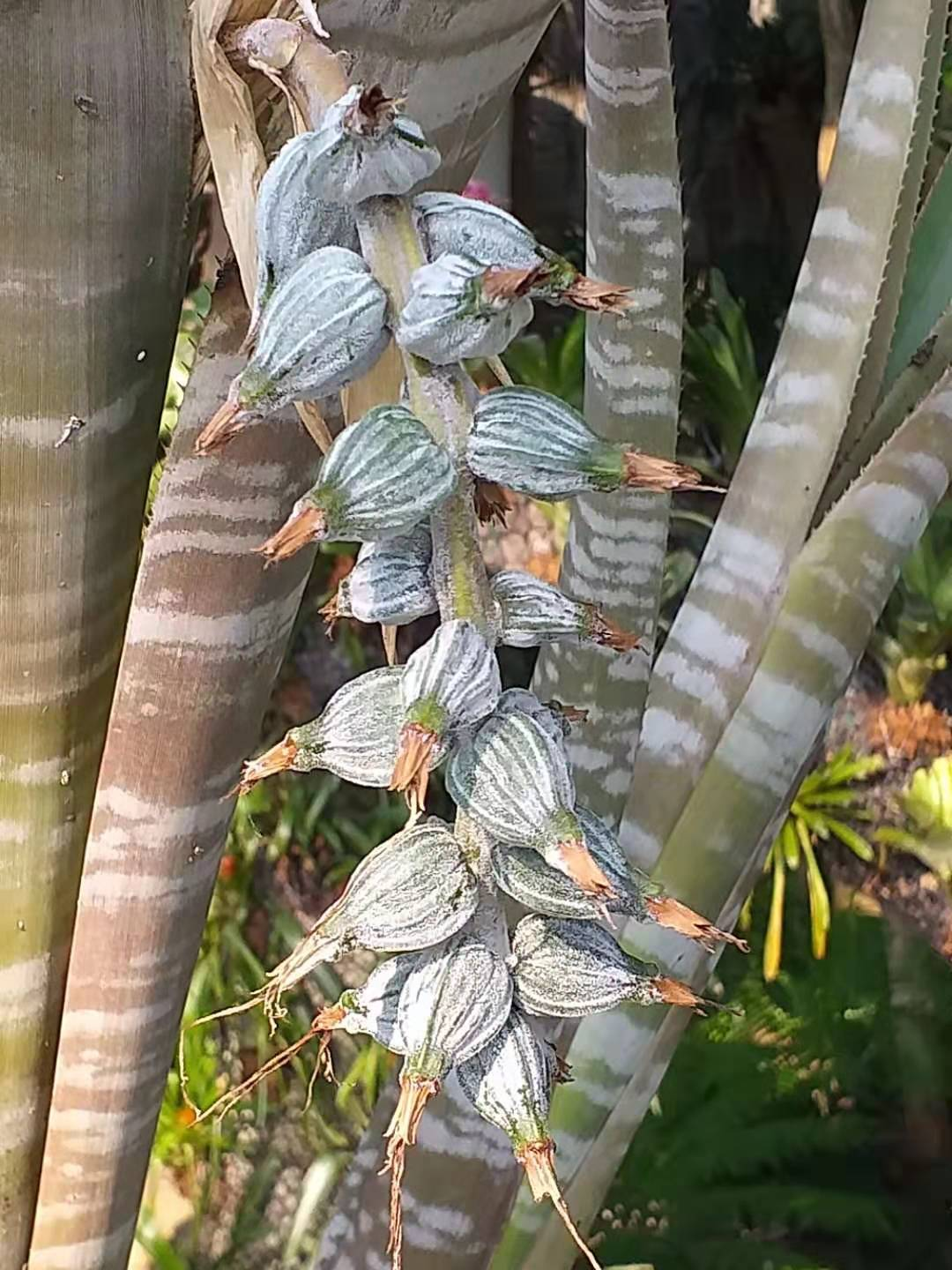
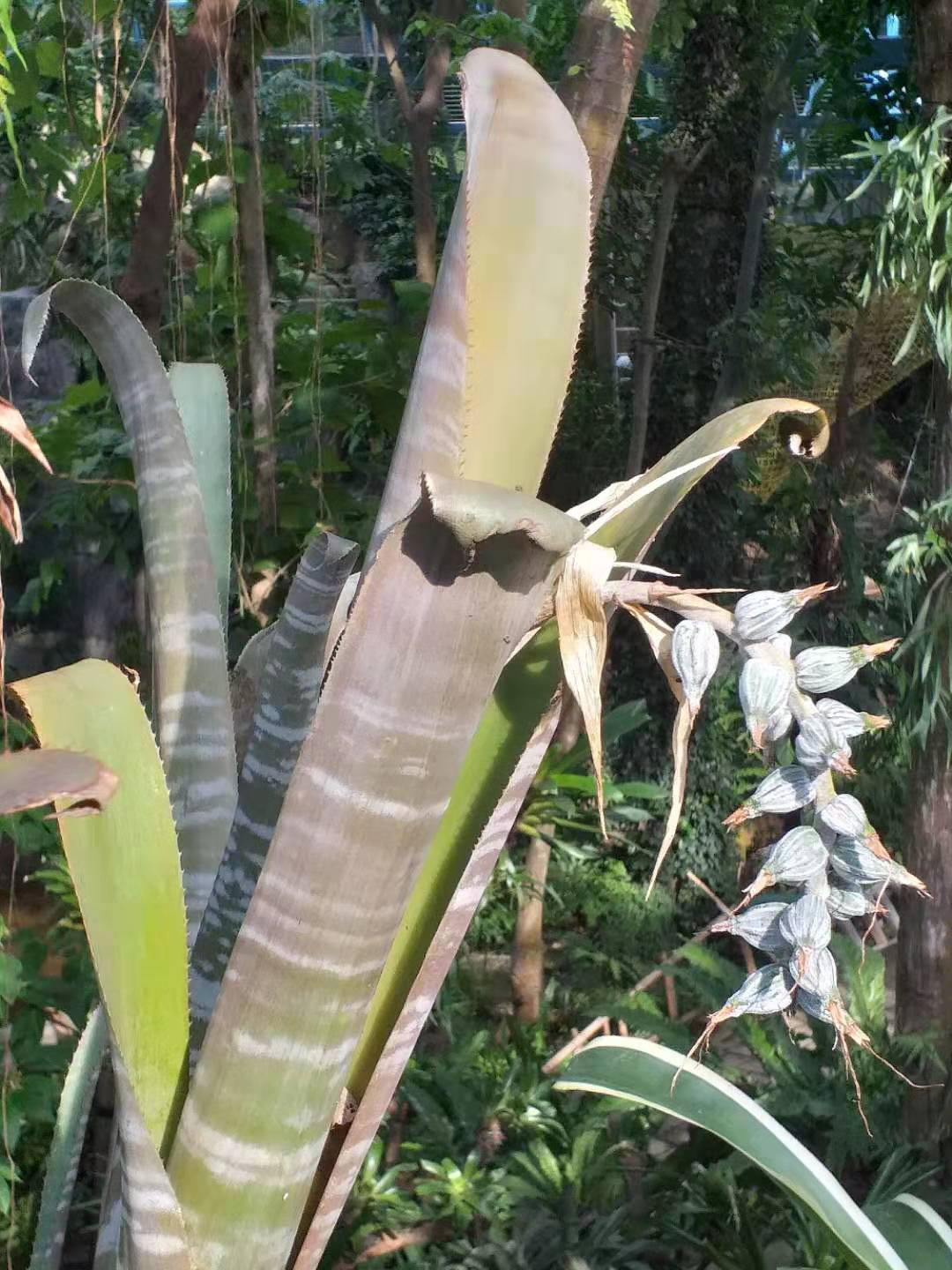
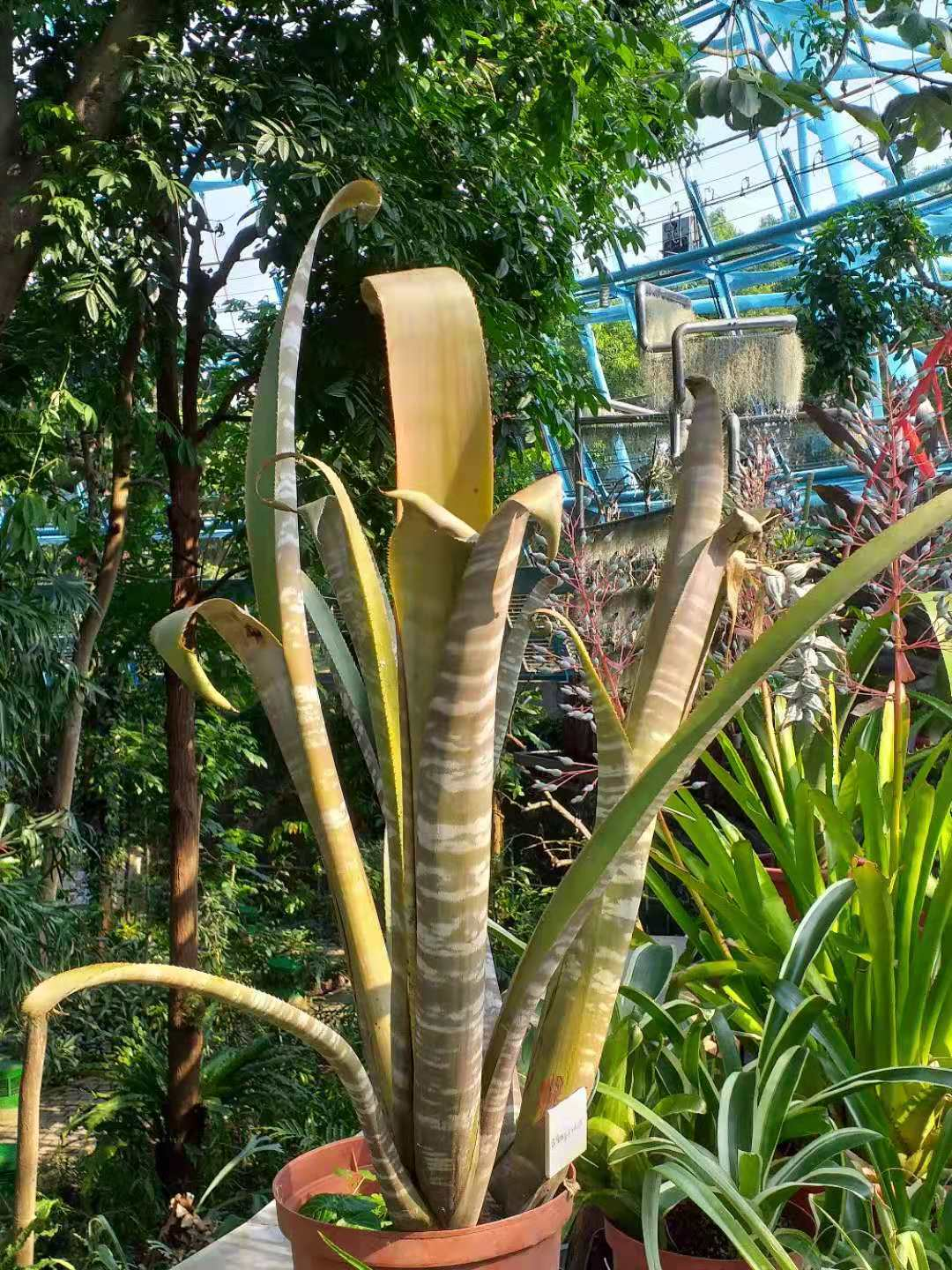

## 外部連結
- 維基物種上的相關：條紋水塔花